# كارلوس برانداو
كارلوس برانداو هو سياسي برازيلي، ولد في 2 يونيو 1958 في كوليناس، مارانهاو في البرازيل. نشط حزبياً في Democratic Social Party ‏. وقد انتخب Lieutenant governor ‏ (2015 – ) وانتخب federal deputy of Maranhão ‏ (1 فبراير 2006 – 2015).